# Australian Open 2010
De 98e editie van het Australische grandslamtoernooi, de Australian Open 2010, werd gehouden tussen 18 en 31 januari 2010. Voor de vrouwen was het de 84e editie. Het werd in het Melbourne Park te Melbourne gespeeld.
In 2009 werd bekend dat twee hoofdsponsoren zich terugtrokken vanwege de economische crisis.
Het toernooi van 2010 trok 653.860 toeschouwers.

## Enkelspel

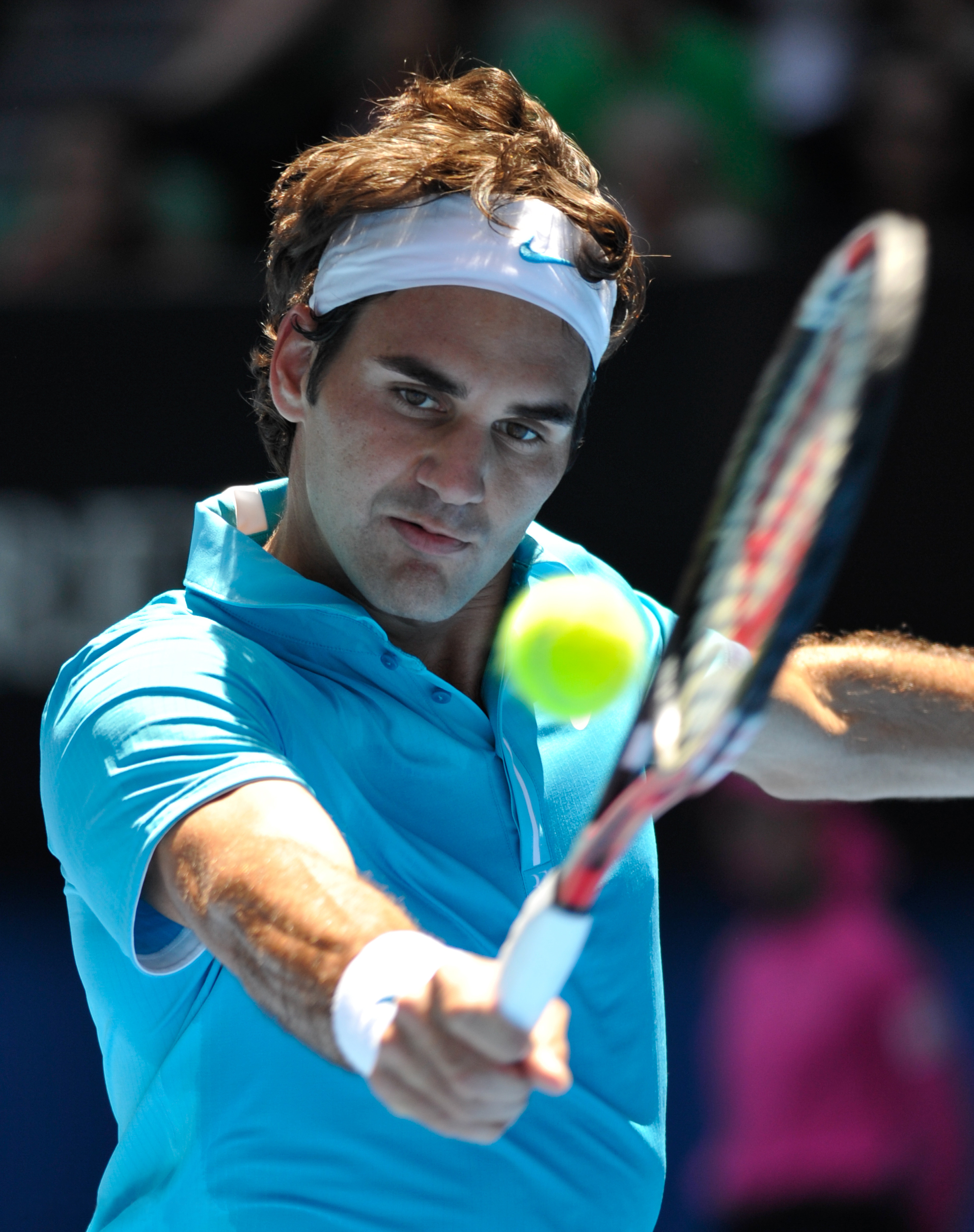
Roger Federer, winnaar bij de heren

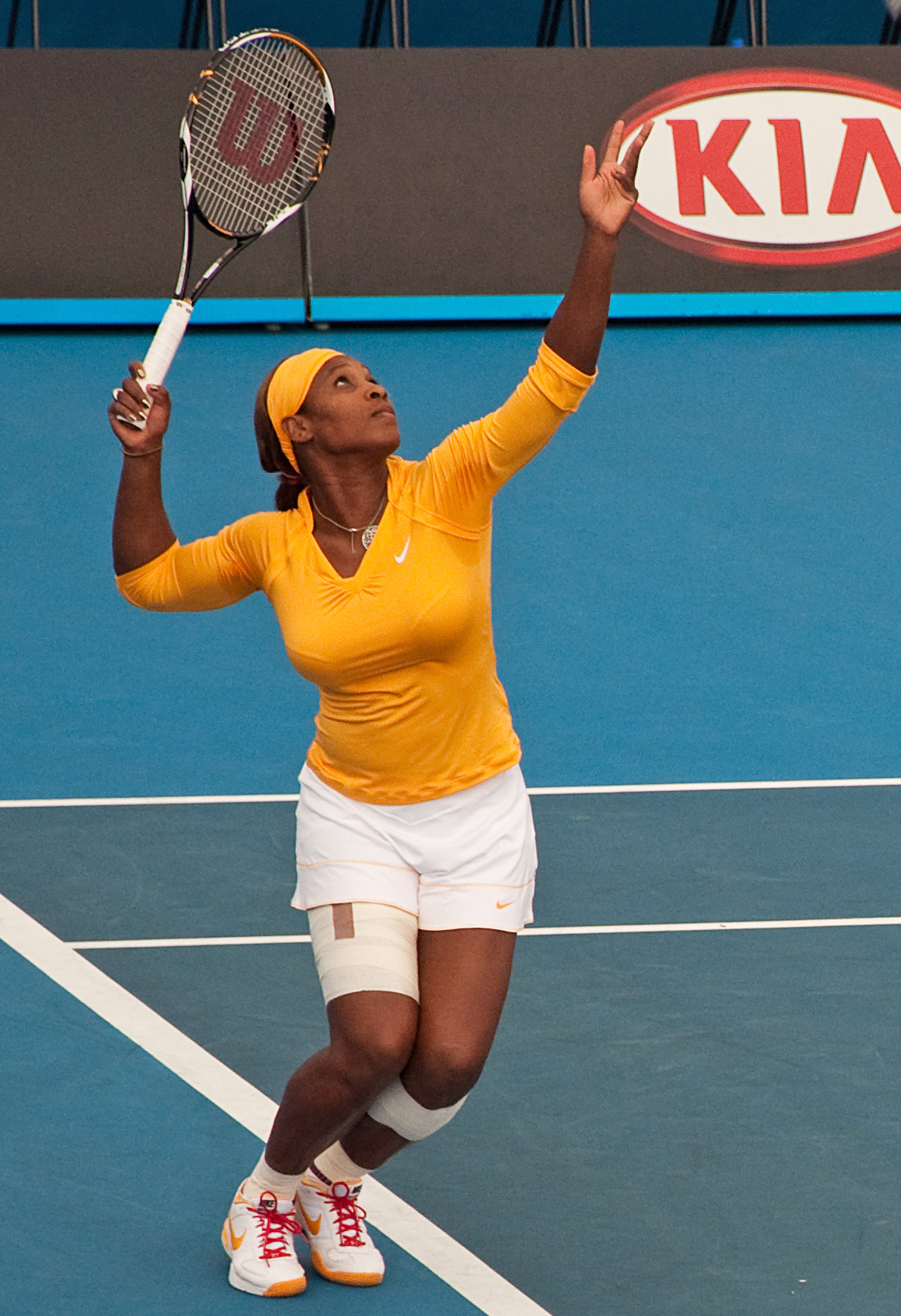
Serena Williams, winnares bij de dames

### Heren
De finale werd gespeeld tussen de Brit Andy Murray en Roger Federer, die laatste won met 6-3, 6-4 en 7-6(11).

### Dames
In de finale van 2010 won de Amerikaanse Serena Williams in drie sets van de Belgische Justine Henin: 6-4, 3-6 en 6-2. Hiermee verlengde ze haar titel op de Australian Open.

## Dubbelspel

### Heren
De winnaars in het herendubbelspel waren Amerikaanse tweelingbroers Bob en Mike Bryan, die daarmee hun titel prolongeerden.

### Dames
Bij de vrouwen werd de finale gespeeld tussen de Amerikaanse zusjes Venus en Serena Williams en het Zimbabwaans-Amerikaanse duo Cara Black en Liezel Huber. De Williamszussen waren te sterk en wonnen met 6-4, 6-3.

### Gemengd
Het toernooi werd gewonnen door Cara Black (Zimbabwe) en Leander Paes (India). In de finale versloegen zij Russin Jekaterina Makarova en Tsjech Jaroslav Levinský met 7-5 en 6-3.

## Rolstoeltennis
Rolstoelmannenenkelspel

Finale: Shingo Kunieda (Japan) won van Stéphane Houdet (Frankrijk) met 7–6(3), 2–6, 7–5
Rolstoelvrouwenenkelspel

Finale: Korie Homan (Nederland) won van Florence Gravellier (Frankrijk) met 6-2, 6-2
Quad-enkelspel

Finale: Peter Norfolk (VK) won van David Wagner (Verenigde Staten) met 6-2, 7-6(4)
Rolstoelmannendubbelspel

Finale: Stéphane Houdet (Frankrijk) en Shingo Kunieda (Japan) wonnen van Robin Ammerlaan (Nederland) en Maikel Scheffers (Nederland) met 6-2, 6-2
Rolstoelvrouwendubbelspel

Finale: Florence Gravellier (Frankrijk) en Aniek van Koot (Nederland) wonnen van Lucy Shuker (VK) en Daniela Di Toro (Australië) met 6–3, 7–6(2)
Quad-dubbelspel

Finale: Nick Taylor (VS) en David Wagner (VS) wonnen van Johan Andersson (Zweden) en Peter Norfolk (VK) met 6-2, 7-6(5)

## Junioren
Meisjes enkelspel

Finale:  Karolína Plíšková won van  Laura Robson met 6-1, 7-65
Meisjes dubbelspel

Finale:  Jana Čepelová en  Chantal Škamlová wonnen van  Tímea Babos en  Gabriela Dabrowski met 7-61, 6-2
Jongens enkelspel

Finale:  Tiago Fernandes won van  Sean Berman met 7-5, 6-3
Jongens dubbelspel

Finale:  Justin Eleveld en  Jannick Lupescu wonnen van  Kevin Krawietz en  Dominik Schulz met 6-4, 6-4

## Verslag

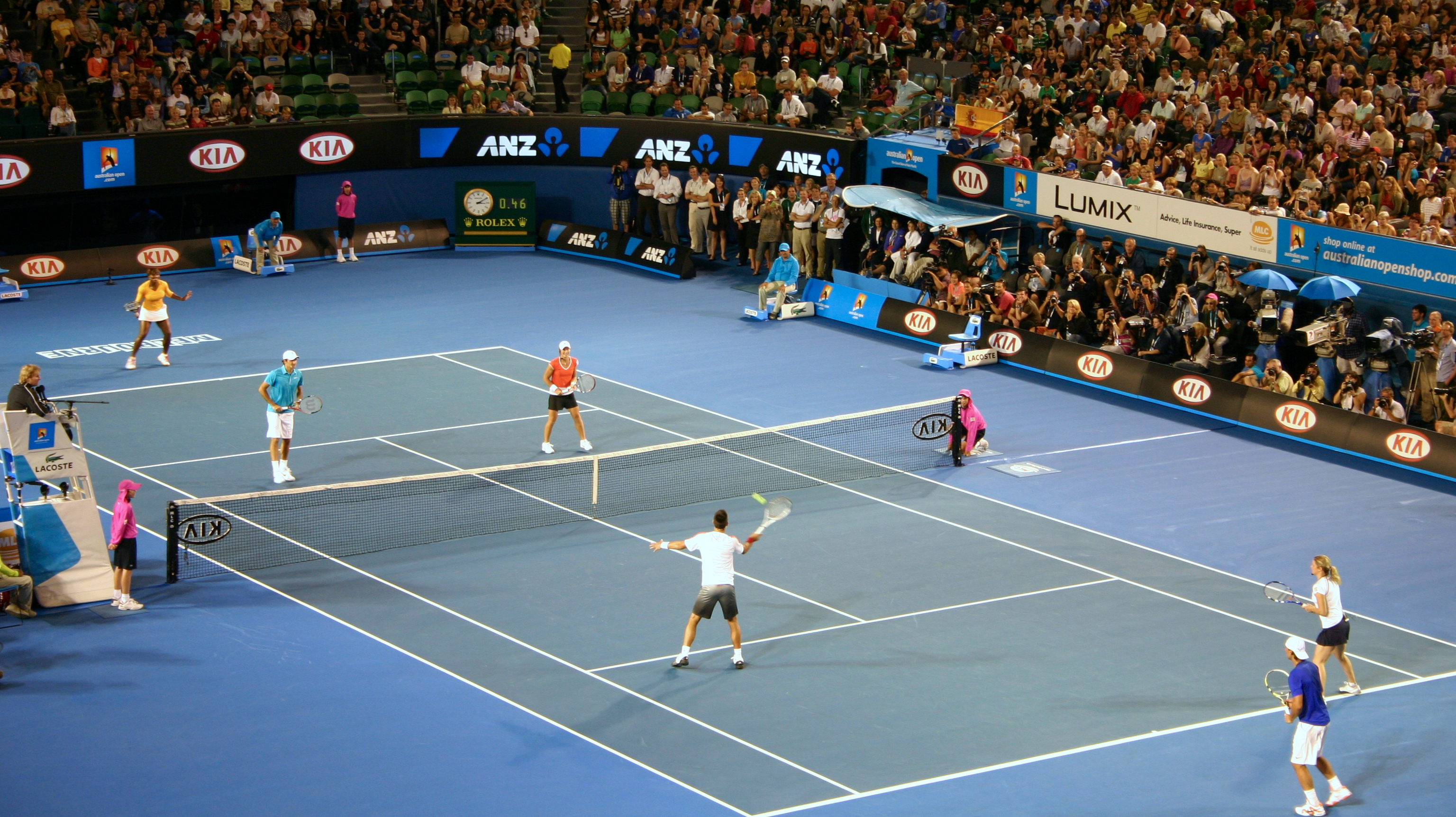
Hit for Haïti - het benefiettoernooi op 17 januari

### 17 januari - Hit for Haïti
Eén dag voor de officiële start van het toernooi werd een speciale wedstrijd gespeeld voor het door een aardbeving getroffen Haïti. De inkomsten van de ticketverkoop die dag gingen volledig naar Haïti. Het initiatief kwam van Roger Federer en het evenement werd in minder dan 24 uur voorbereid. De wedstrijd vond plaats in de Rod Laver Arena om 14 uur (AEST) en duurde 90 minuten.
Negen profspelers namen deel, verdeeld over twee teams in de kleuren van de Haitiaanse vlag. Spelers in het rode team waren Roger Federer, Serena Williams, Lleyton Hewitt en Samantha Stosur. De spelers in het blauwe team waren Rafael Nadal, Novak Đoković, Andy Roddick, Kim Clijsters en de invaller Bernard Tomic. De scheidsrechter was voormalig speler Jim Courier.
Er werd in totaal A$ 400.000 opgehaald. Ook andere spelers doneerden geld, waaronder Maria Sjarapova.

### Dag 1 - 18 januari
De Open Australische tenniskampioenschappen 2010 begonnen met wisselvallig weer. Verschillende wedstrijden op de buitenbanen werden regelmatig onderbroken of uitgesteld naar dag 2.
Opvallend was hoe topspelers Maria Sjarapova en Radek Štěpánek werden uitgeschakeld in de eerste ronde. Sjarapova verloor van landgenote Maria Kirilenko in een wedstrijd van 3 uur en 11 minuten, Štěpánek verloor zijn partij in vijf sets van Ivo Karlović.
Ook alle Belgische vrouwelijke deelnemers speelden hun eerste wedstrijd; Kim Clijsters, Yanina Wickmayer en Justine Henin wonnen elk hun partij. Kirsten Flipkens verloor van Henin.
Bij de mannen verloor de Nederlander Thiemo de Bakker zijn partij tegen Andy Roddick.

### Dag 2 - 19 januari

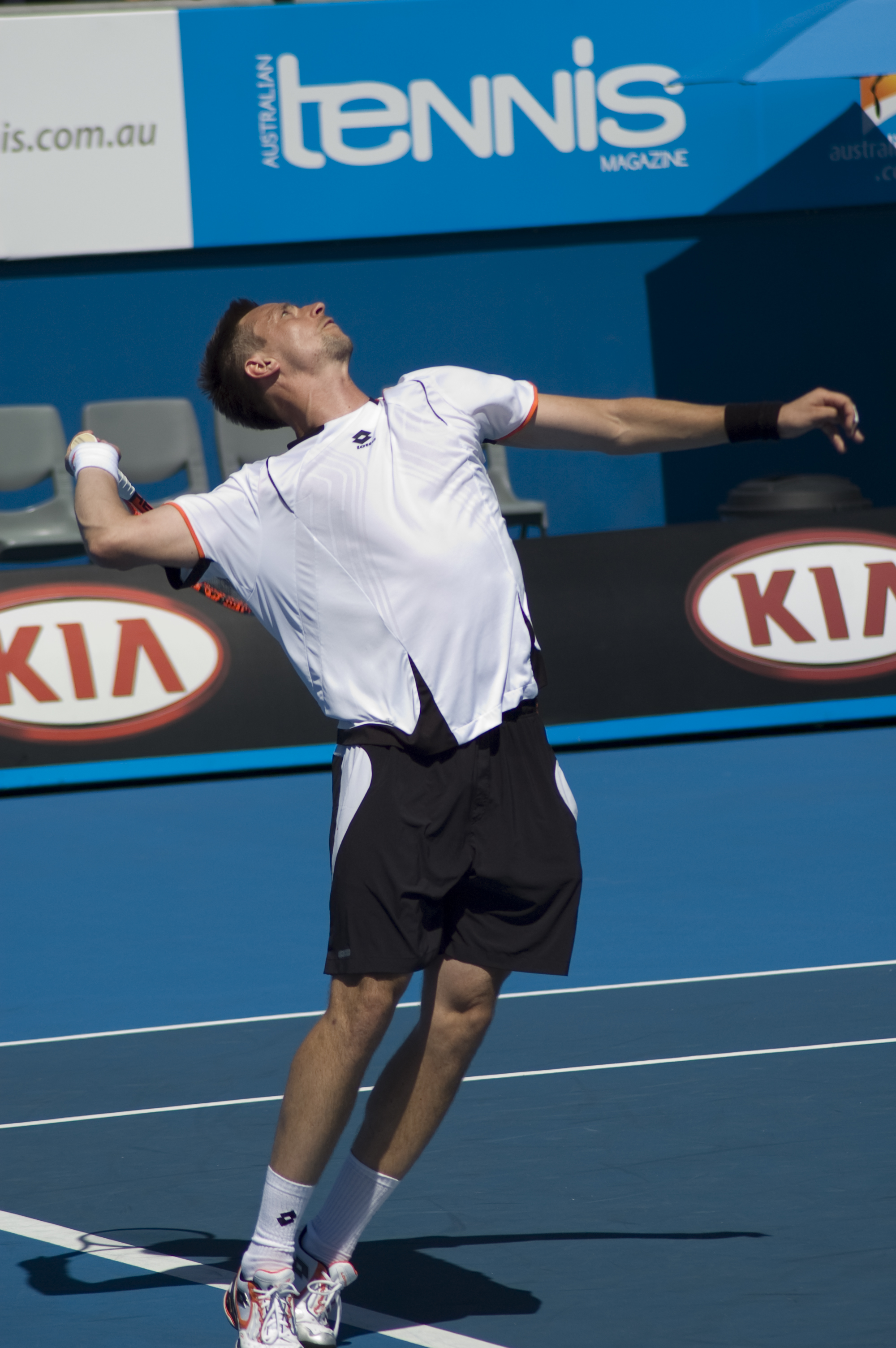
Robin Söderling op de tweede dag van het toernooi

Roger Federer op 19 januari tijdens zijn partij tegen Igor Andrejev

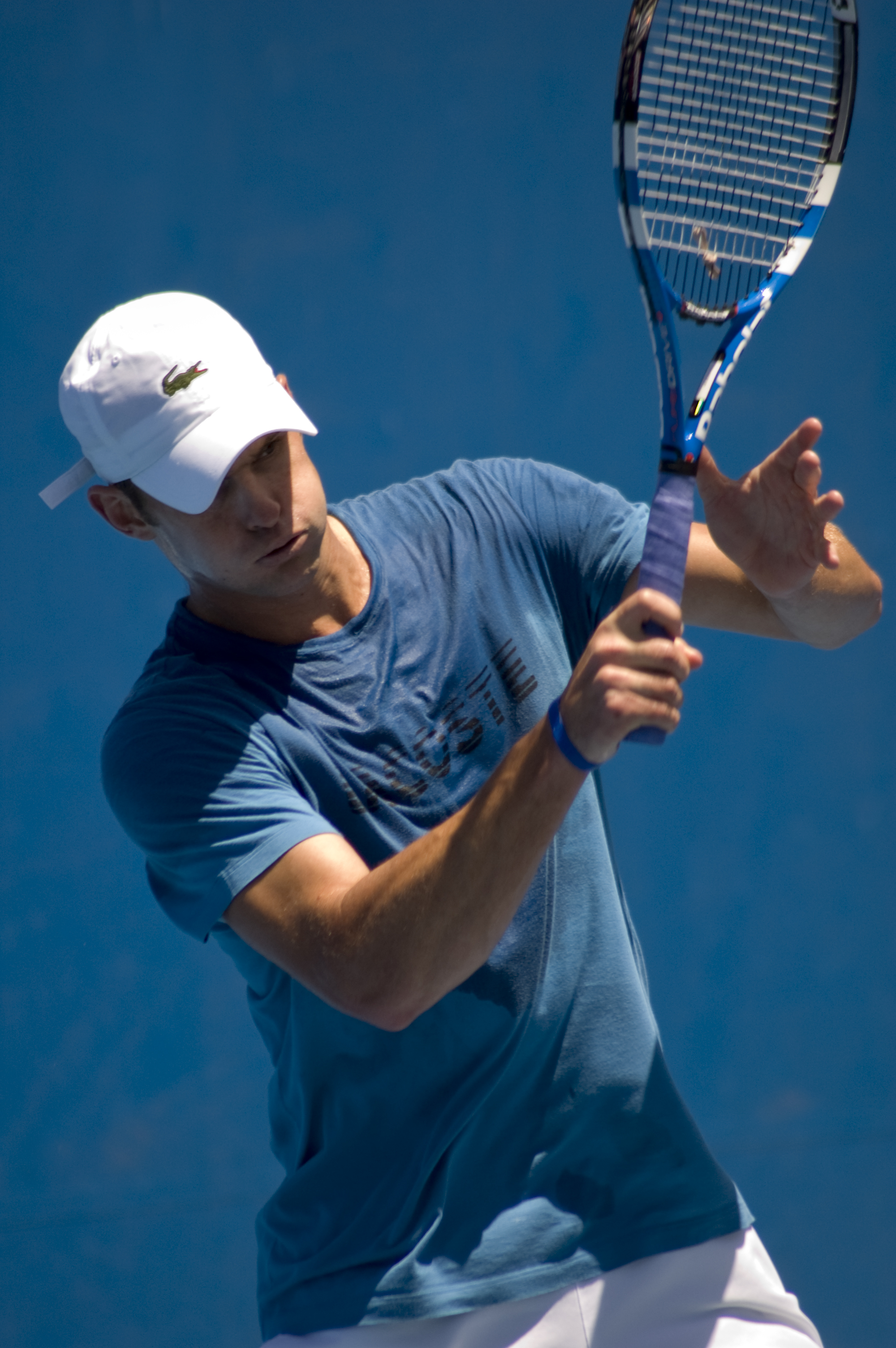
Andy Roddick op de tweede dag

Op dag 2 verloren de geplaatste spelers Juan Carlos Ferrero, Jürgen Melzer, Sam Querrey, Tommy Robredo, Robin Söderling, Dominika Cibulková, Anabel Medina Garrigues en Virginie Razzano hun wedstrijd in de eerste ronde. Ook Robin Haase kwam, door een nederlaag tegen Tomáš Berdych, niet verder in het toernooi dan de eerste ronde.
Roger Federer had in zijn eerste ronde moeite met Igor Andrejev, hij versloeg de Rus in vier sets.
Alle Belgische mannen verloren hun wedstrijd in de eerste ronde.

### Dag 3 - 20 januari
Opnieuw wonnen alle Belgische vrouwen hun wedstrijd. Henin was te sterk voor Jelena Dementjeva, Wickmayer versloeg Flavia Pennetta en Clijsters won van Tamarine Tanasugarn.
Naast Dementjeva en Pennetta verloren ook andere geplaatste spelers, dit waren: Tomáš Berdych, Viktor Troicki, Kateryna Bondarenko, María José Martínez Sánchez, Aravane Rezaï en Jelena Vesnina verloren hun wedstrijd in de tweede ronde.

### Dag 4 - 21 januari
De Servische Ana Ivanović verloor haar tweede ronde in drie sets van Gisela Dulko. Ook David Ferrer verloor na een uitputtende partij tegen Marcos Baghdatis in vijf sets.

### Dag 5 - 22 januari
Justine Henin en Yanina Wickmayer plaatsten zich allebei voor de vierde ronde in drie sets. Kim Clijsters verloor haar partij tegen Nadja Petrova in twee korte sets: 6-0 en 6-1.

### Dag 6 - 23 januari
Marcos Baghdatis verloor zijn derde ronde na opgave tegen Lleyton Hewitt. Ook de Oostenrijker Stefan Koubek gaf op in zijn duel tegen Fernando Verdasco. Łukasz Kubot kreeg een walk-over na opgave van de Rus Michail Joezjny.
Ook Novak Đoković, Roger Federer, Nikolaj Davydenko, Jo-Wilfried Tsonga en Nicolás Almagro gingen door naar de vierde ronde.
Bij de vrouwen gingen Serena en Venus Williams, Viktoryja Azarenka, Caroline Wozniacki, Vera Zvonarjova, Francesca Schiavone en Li Na door naar de vierde ronde.

### Dag 7 - 24 januari
Het tweede Belgische duel van het toernooi werd gewonnen door Justine Henin, ze won van Yanina Wickmayer in drie sets: 7-6, 1-6, 6-3. Henin moest het nu opnemen tegen Nadja Petrova, die eerder al Kim Clijsters uitschakelde.
Ook Rafael Nadal, Andy Murray, Maria Kirilenko en Zheng Jie wonnen hun wedstrijd in de vierde ronde.
Juan Martín del Potro en Svetlana Koeznetsova werden verrassend uitgeschakeld door respectievelijk Marin Čilić en Nadja Petrova.

### Dag 8 - 25 januari
De Spanjaarden Fernando Verdasco en Nicolás Almagro namen op dag acht afscheid van het toernooi, evenals Lleyton Hewitt, die tegen de verwachting in eenvoudig verloor van Roger Federer. Bij de dames wisten Francesca Schiavone, Caroline Wozniacki, Samantha Stosur en Vera Zvonarjova ook niet verder te komen.

### Dag 9 - 26 januari
Titelverdediger Rafael Nadal gaf in de kwartfinale tegen Andy Murray op na een knieblessure, de eindstand was 2-0 in sets in het voordeel van de Schot, in de derde set had Murray een voorsprong van drie tegen nul games. Ook reekshoofd Andy Roddick kon niet doorstoten naar de halve finale, hij verloor van de Kroaat Cilic in vijf sets.
Bij de vrouwen verloren de Russinnen Nadja Petrova en Maria Kirilenko hun kwartfinales.
Schema
- Eerste kwartfinale mannen enkelspel:  Marin Čilić -  Andy Roddick: 7-6(4), 6-3, 3-6, 2-6, 6-3
- Tweede kwartfinale mannen enkelspel:  Andy Murray -  Rafael Nadal: 6-3, 7-6(2), 3-0
- Eerste kwartfinale vrouwen enkelspel:  Justine Henin -  Nadja Petrova: 7-6(3), 7-5
- Tweede kwartfinale vrouwen enkelspel:  Zheng Jie -  Maria Kirilenko: 6-1, 6-3

### Dag 10 - 27 januari
In de kwartfinales bij de vrouwen hadden de zussen Williams het moeilijk met hun tegenstanders. Serena Williams versloeg de Wit-Russische Azarenka nog wel in drie sets, maar de zus van Williams, Venus verloor in drie sets van de Chinese Li Na.
Bij de mannen had Federer het moeilijk in de eerste set maar kon toch winnen in vier sets. Novak Đoković werd uitgeschakeld door Tsonga.
Schema
- Derde kwartfinale vrouwen enkelspel:  Serena Williams -  Viktoryja Azarenka: 4-6, 7-6(4), 6-2
- Vierde kwartfinale vrouwen enkelspel:  Li Na -  Venus Williams: 2-6, 7-6(4), 7-5
- Derde kwartfinale mannen enkelspel:  Roger Federer -  Nikolaj Davydenko: 2-6, 6-3, 6-0; 7-5
- Vierde kwartfinale mannen enkelspel:  Jo-Wilfried Tsonga -  Novak Đoković: 7-6(8), 6(5)-7, 1-6, 6-3, 6-1

### Dag 11 - 28 januari
Op de tweede donderdag van het toernooi worden traditioneel de twee halve finales bij de vrouwen gespeeld. Hierin verloren de twee Chinese vrouwen, Li Na en Zheng Jie, hun wedstrijden tegen respectievelijk Serena Williams en Justine Henin.
Bij de mannen plaatste Andy Murray zich als eerste voor de finale. Hij versloeg de Kroaat Cilic.
Schema
- Eerste halve finale mannen enkelspel:  Andy Murray -  Marin Čilić: 3-6, 5-4, 6-4, 6-2
- Eerste Halve finale vrouwen enkelspel:  Justine Henin -  Zheng Jie: 6-1, 6-0
- Tweede halve finale vrouwen enkelspel:  Serena Williams -  Li Na: 7-6(4), 7-6(1)

### Dag 12 - 29 januari
Op de laatste vrijdag van het toernooi werd de vrouwendubbelspelfinale gespeeld. De zusjes Williams wonnen overtuigend van het duo Black/Huber. Ook de tweede halve finale bij de mannen werd gespeeld. Tsonga was daarin niet opgewassen tegen de Zwitser Federer.
Schema
- Tweede halve finale mannen enkelspel:  Roger Federer -  Jo-Wilfried Tsonga: 6-2, 6-3, 6-2
- Finale vrouwen dubbelspel:  Serena Williams/ Venus Williams -  Cara Black/ Liezel Huber: 6-4, 6-3
- Finale junioren jongens dubbelspel:  Justin Eleveld/ Jannick Lupescu -  Kevin Krawietz/ Dominik Schulz: 6-4, 6-4
- Finale junioren meisjes dubbelspel:  Jana Čepelová/ Chantal Škamlová -  Tímea Babos/ Gabriela Dabrowski: 7-6(1), 6-2

### Dag 13 - 30 januari
Bij de junioren werd de finale bij de jongens gewonnen door de Braziliaan Tiago Fernandes. Hij had 1 uur en 50 minuten nodig om de Australiër Berman te kloppen. Voor Fernandes was het trouwens een perfect geschenk, want hij werd op de avond van de finale 17.
De juniorenfinale bij de meisjes werd gewonnen door de Tsjechische Plíšková. Zij kon Laura Robson verslaan in twee sets.
De vrouwenfinale werd gehouden tussen de Amerikaanse Serena Williams en de Belgische Justine Henin. Williams speelde wisselvallig maar was te sterk voor Henin. Ze won in drie sets. Hiermee verlengt ze haar titel op de Australian Open.
Het mannendubbelspel kreeg een finale tussen de broers Bryan en het duo Nestor - Zimonjić. De Amerikanen wonnen na drie sets.
Schema
- Finale junioren jongens enkelspel:  Tiago Fernandes -  Sean Berman: 7-5, 6-3
- Finale junioren meisjes enkelspel:  Karolína Plíšková -  Laura Robson: 6-1, 7-6(5)
- Finale vrouwen enkelspel:  Serena Williams -  Justine Henin: 6-4, 3-6, 6-2
- Finale mannen dubbelspel:  Mike Bryan/ Bob Bryan -  Daniel Nestor/ Nenad Zimonjić: 6-3, 6(5)-7, 6-3

### Dag 14 - 31 januari
Op de laatste dag werden de finales in het mannen enkelspel en in het gemengd dubbelspel gespeeld. Bij de mannen won de Zwitser Roger Federer van de Brit Andy Murray in drie sets. Hiermee had Federer zijn zestiende grandslamtitel beet.
In het gemengd dubbelspel stond het duo Black/Paes tegen het duo Makarova/Levinsky. De eerste wonnen in twee sets.
Schema
- Finale mannen enkelspel:  Roger Federer -  Andy Murray: 6-3, 6-4, 7-6(11)
- Finale gemengd dubbelspel:  Cara Black/ Leander Paes -  Jekaterina Makarova/Jaroslav Levinsky: 7-5, 6-3

## Uitzendrechten
De Australian Open was in Nederland en België te zien op Eurosport. Eurosport zond de Australian Open uit via de lineaire sportkanalen Eurosport 1 en Eurosport 2 en via de online streamingdienst, de Eurosport Player.